# DJ Eule
DJ Eule (* 1983 in Hannover, Deutschland; echter Name Andre Mattick) ist ein Produzent und DJ aus Lüdenscheid. Er ist neben Absztrakkt und R.U.F.F.K.I.D.D. einer der Gründer des Musiklabels 58Muzik. Bekannt wurde er vor allem durch die Zusammenarbeit mit den Rappern Kool Savas, Absztrakkt und Cr7z.

## Werdegang
Zum Hip-Hop kam Andre Mattick, alias DJ Eule, eigenen Angaben zufolge im Alter von 11 Jahren. Zu Beginn war er als Breakdancer oft auf Hip-Hop-Jams (Musikveranstaltungen im Hip-Hop-Bereich) unterwegs, wo er schließlich den bereits renommierten DJ Amir kennenlernte, der ihn dann zum DJ-ing und zur Musikproduktion brachte. Im Jahr 1998 traf er dann auf Absztrakkt und die beiden begannen gemeinsam an Musikprojekten zu arbeiten. Kurze Zeit darauf wurde ein Vertrag bei dem ehemaligen Musiklabel PDNTDR unterzeichnet und Mattick produzierte gemeinsam mit Absztrakkt die „Unscheinba aba da“-Maxi. Die Produktionszeit des Absztrakkt-Albums (2005) „Dein Zeichen“ gemeinsam mit Roey Marquis war laut beiden Lüdenscheidern sehr lehrreich. Hier festigten sie auch eigenen Angaben zufolge die Idee, in Zukunft komplett unabhängig zu arbeiten und anderen Künstlern eine offene Plattform zu bieten.
Das Absztrakkt-Album Bodhiguard wurde von den Snowgoons in Zusammenarbeit mit DJ s.R. und DJ Eule produziert. Hierbei schickten die Snowgoons fertige Beats an Absztrakkt, er schrieb die dazu passenden Texte und rappte diese anschließend über die bereits vorhandenen Instrumentale. DJ s.R. trat insbesondere als Tontechniker in Erscheinung, während DJ Eule dem Künstler vor allem mit Ideen und Konzeptionen half. Die gemeinsamen Produktionsarbeiten am Album dauerten im Gesamten knapp zwei Jahre.
Daniel Schieferdecker schrieb einen Artikel zum Album Bodhiguard in dem Hip-Hop-Musikmagazin Juice, dass „die Lyrics […] sich im bewährten Spektrum aus fernöstlicher Philosophie, Esoterik und dem eigenen Erfahrungsschatz bewegen“. Dabei sind auch Einflüsse von Systemkritik, Battle-Rap und Erotik zu vernehmen. Diese Erscheinung sei hervorragend und vielen anderen Produktionen weit überlegen. Die Sprachsamples aus dem Film Bodyguard hätten zwar zuerst einen etwas „cheesigen“ Klang, würden aber ansonsten gut funktionieren. Schieferdecker vergab vier von sechs Kronen für das Album.
Im Jahr 2015 wurde das Album „Waage & Fische“ in Zusammenarbeit mit Absztrakkt und Cr7z veröffentlicht. Es erreichte Platz 52 in den deutschen Musikcharts und ist somit der bisher größte Erfolg gemeinsam mit Cr7z. Musikvideos wurden zu den Titeln „Der Einzigste“ und „Anahata“ gedreht.
Nur zwei Monate später erschien mit „Sieben Weltmeere“ Cr7z’s zweites Soloalbum, mit dem erneut eine Chartplatzierung gelang. Auch an diesem Album wirkte Mattick mit.
Am 1. Mai 2017 gründeten Cr7z und DJ Eule ihr neues Label Arjuna, über welches beide von nun an ihre Produktionen veröffentlichen werden.
Seit 2019 begleitet DJ Eule Kool Savas auf Tour als DJ.

## Musiklabel Arjuna
Das Label Arjuna wurde am 1. Mai 2017 von Cr7z und DJ Eule gegründet. Zum Gründungszeitpunkt veröffentlichen der Künstler Cr7z und Mattick selbst ihre Produktionen unter diesem Label. Eigenen Angaben zufolge möchten sich Hess und Mattick mit ihrer Arbeit unter Arjuna auf ihre Kunst fokussieren, pflegen jedoch noch stets gute Kontakte mit ihren alten Kollegen.
Im Jahr 2019 nimmt DJ Eule den 19-jährigen Rapper HeXer aus Leipzig bei Arjuna unter Vertrag, der im Anschluss seine Debüt Ep "Metropolis" veröffentlicht.

## Musiklabel 58Muzik
Das Label 58Muzik wurde im Jahr 2001 von Absztrakkt, DJ Eule und R.U.F.F.K.I.D.D. ins Leben gerufen und wurde 2008 offiziell als Label eingetragen. Neben seinen eigenen Veröffentlichungen erschienen dort beispielsweise auch bereits Alben der Künstler Questgott und Jinx. Unter dem Label 58Muzik erschienen im Laufe der Jahre viele Produktionen verschiedener Künstler und Mattick gelang es, Schritt für Schritt Musikproduktion und Labelarbeit zum Hauptberuf zu machen, um sich ganz der Arbeit als Produzent und DJ zu widmen.

## Diskografie
Produktionen
- Nazz’n’Tide – Rubin (Album), 2005
- R.U.F.F.K.I.D.D. – Terror Track Saga 2 (Album), 2006
- R.U.F.F.K.I.D.D. – Terror Track Saga 3 (Album), 2007
- Absztrakkt – Das Buch der drei Ringe (Album), 2009
- Gory Gore – Tales of the Frightened (Album), 2009
- Psytology – Psytausendnine (Album), 2009
- R.U.F.F.K.I.D.D. – The Return of Terror (Album), 2011
- Gory Gore – Faces of Gore (Album), 2012
- QuestGott – Jesus Questus (Album), 2013
- Tapefabrik Sampler #1 (LTD Vinyl), 2014
- Jinx – Errorkidz (Free EP), 2014
- Tapefabrik Sampler #2 (LTD Vinyl), 2015
- Cr7z – Hydra (LTD Ep), 2015
- Cr7z – Sieben Weltmeere (Album), 2015
- Dj Eule & Dj s.R. – Familienwappen #1 (7 Inch Vinyl Maxi), 2016
- Dj Eule & Dj s.R. – Familienwappen #2 (7 Inch Vinyl Maxi), 2016
- Kool Savas – Essahdamus (Album), 2016
- Cr7z – Seraph7m (Ep), 2016
- Dj Eule & Dj s.R. – Familienwappen #3 (7 Inch Vinyl Maxi), 2016
- Dj Eule & Dj s.R. – Familienwappen #4 (7 Inch Vinyl Maxi), 2017
- Cr7z – Exekut7ve (Ep), 2017
- Dj Eule & Dj s.R. – Familienwappen Instrumentals, 2017
- Sirviva – Rote Erde (Album), 2017
- Cr7z – Ult7ma (Album), 2017
- Cr7z & Snowgoons (Ep), 2018
- Cr7z – Pandora (Mixtape), 2018
- Kool Savas – Rap Genius 2 (Mixtape), 2019
- Cr7z – GAIA (Album), 2020
- DJ Eule – Scratching Is A Part Of My Life (7 Inch Vinyl Maxi), 2020
- Cr7z – Typhon (EP), 2021

Als DJ (Scratches &  Cutz)
- Absztrakkt & DJ Eule – Unscheinba aber da (12 Inch Vinyl Maxi), 2001
- Roey Marquis II. – Battle of the Words (Tape), 2004
- Absztrakkt & Roey Marquis II. – Dein Zeichen (Album), 2005
- R.U.F.F.K.I.D.D. – Terror Track Saga 1 (Album), 2005
- X-Men Klan & Roey Marquis II. – X-TAPE (Album), 2010
- Absztrakkt – Diamantgeiszt (Album), 2011
- Jinx – Weirdnam (Album), 2013
- Absztrakkt & Snowgoons – Bodhiguard (Album), 2014
- Absztrakkt & Cr7z – Waage & Fische (Album), 2015
- Morlockk Dilemma – Der Eiserne Besen 2 (Album), 2015
- Lakmann – Aus dem Schoß der Psychose (Album), 2016
- Witten Untouchable – Republic of Untouchable (Album), 2017
- Savas & Sido – Royal Bunker (Album), 2017
- Freshmaker – Fusion (Album), 2018
- HeXer – Metropolis (EP), 2019
- El9Six – Brooklyn 94' (EP), 2020
- Grandmaster Borg – Resistance is Futile (Album), 2020
- Rabbit – Pures Gift (EP), 2020
- Kool Savas – Agohri (Album), 2021
- Sebastian Fitzek – Playlist (Album), 2021

Singles
- Freshmaker, Kollegah & Cr7z feat. DJ Eule – Königsdisziplin (#6 der deutschen Single-Trend-Charts am 12. November 2021[8])